# Ptilonyssus euroturdi
Ptilonyssus euroturdi är en spindeldjursart som beskrevs av Alex Fain och Bernard Patrick Matthew Hyland 1963. Ptilonyssus euroturdi ingår i släktet Ptilonyssus och familjen Rhinonyssidae. Inga underarter finns listade i Catalogue of Life.